# Double (cyklistika)
Pojem double v cyklistické terminologii je nejčastěji spojován s vítězstvím ve dvou nejprestižnějších cyklistických závodech světa v jednom roce: Giro d'Italia a Tour de France. Uváděny jsou i double s třetím nejprestižnějším závodem: Vuelta a España. Žádnému cyklistovi se zatím nepodařilo vyhrát všechny tyto tři závody v jednom roce.
V českém cyklistickém prostředí je pojem double uváděn např. v souvislosti s vítězstvím (v jednom roce) v časovce a v závodě s hromadným startem. Tento double získala např. v letech 2010, 2011, 2013, 2014, 2015 a 2016 Martina Sáblíková.

## Double velké trojky

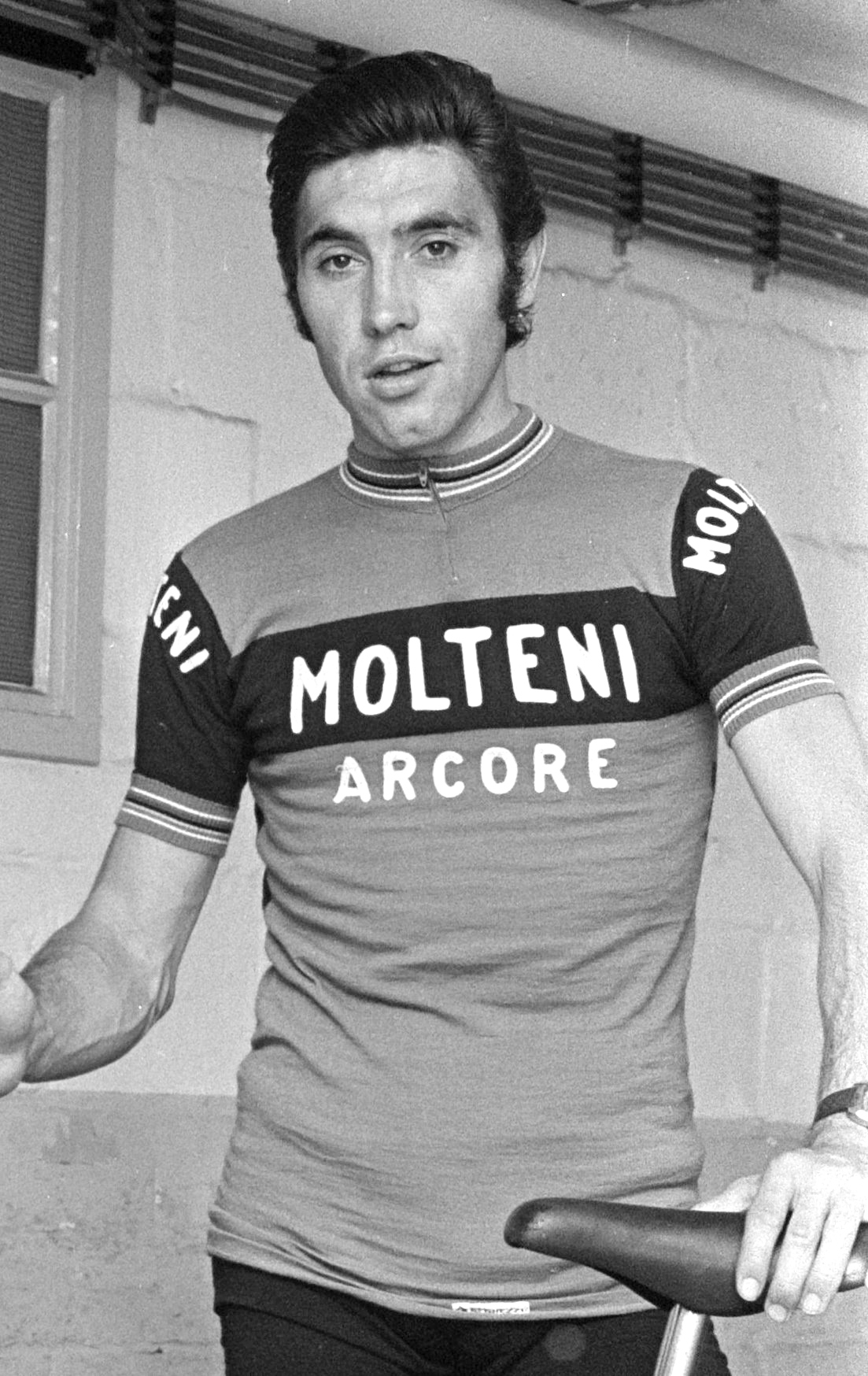
Eddy Merckx, 3× double Giro – Tour (1970, 1972, 1974), 1× double Giro – Vuelta (1973)

### DoubleGiro d'Italia–Tour de France
Pouze osmi cyklistům se podařilo vyhrát Giro d'Italia a Tour de France v jednom roce. Některým i vícekrát:
- Fausto Coppi, Itálie – 1949, 1952

- Jacques Anquetil, Francie – 1964

- Eddy Merckx, Belgie – 1970, 1972, 1974

- Bernard Hinault, Francie – 1982, 1985

- Stephen Roche, Irsko – 1987 (ve stejném roce přidal k double i titul mistra světa)

- Miguel Indurain, Španělsko – 1992, 1993

- Marco Pantani, Itálie – 1998

- Tadej Pogačar, Slovinsko – 2024

### DoubleTour de France–Vuelta a España
První dva vítězové mají i double Giro – Tour.
- Jacques Anquetil, Francie – 1963

- Bernard Hinault, Francie – 1978

- Chris Froome, Spojené království – 2017

### DoubleGiro d'Italia–Vuelta a España
Merckx má i double Giro – Tour.
- Eddy Merckx, Belgie – 1973

- Giovanni Battaglin, Itálie – 1981

- Alberto Contador, Španělsko – 2008